# Brockton (Staffordshire)
Brockton – przysiółek w Anglii, w hrabstwie Staffordshire. Leży 2,9 km od miasta Eccleshall, 13,2 km od miasta Stafford i 213 km od Londynu. Brockton jest wspomniana w Domesday Book (1086) jako Hesintone.